# Szerzőképesség
A szerzőképesség a polgári jogban a személy azon képessége, hogy konkrét esetben adott jogot vagy kötelezettséget megszerezhet.
Meghatározott személyek szerzőképessége bizonyos jogtárgyakra korlátozható, kizárható (például a mezőgazdasági és erdőgazdasági földek vonatkozásában). Ilyenkor a szerzőképesség konkrét korlátozása normatív jellege folytán nem eredményezi az absztrakt jogképesség csorbulását.

## Lásd még
- Jogképesség
- Cselekvőképesség

## Külső hivatkozások
- Nemzeti Jogszabálytár